# Nguruan
Nguruan is een bestuurslaag in het regentschap Tuban van de provincie Oost-Java, Indonesië. Nguruan telt 4214 inwoners (volkstelling 2010).